# Kisvárosi gyilkosságok
Nem tévesztendő össze Tom Sharpe: Kisvárosi gyilkosságok (Riotous Assembly) c. regényével.
A Kisvárosi gyilkosságok vagy Midsomer gyilkosságok (eredeti cím: Midsomer Murders) angol televíziós filmsorozat, amely Anglia egy kitalált szegletében, Midsomerben játszódik. A gyönyörű vidéki környezet tele van színes egyéniségekkel és intrikával. A vidék nem éppen átlagos lakói között találhatjuk a nyugodt és összeszedett Thomas Barnaby főfelügyelőt (John Nettles) és asszisztensét, Gavin Troy nyomozó őrmestert (Daniel Casey). A sorozat későbbi évadaiban Troy szerepét (felügyelővé történt előléptetése miatt) a Londonból ideiglenesen lehelyezett Dan Scott őrmester (John Hopkins), 2005-től Ben Jones őrmester (Jason Hughes), 2014-től Charlie Nelson őrmester (Gwilym Lee), majd 2016-tól Jamie Winter őrmester (Nick Hendrix) vette át. A XIV. évadtól (2011-től) kezdve a nyugdíjba vonuló felügyelő helyére filmbeli unokafivére, John Barnaby (Neil Dudgeon) lépett.
A sorozat az angol ITV1 adásában látható 1997-től, Magyarországon pedig a Film+ és a Hallmark (ma Universal Channel) csatornán (más szinkronszínészekkel és eltérően lefordított sorozat- és epizódcímekkel). 2015-től kezdve a Galaxy tévécsatorna is rendszeresen adja. A sorozat eredeti ötletét Caroline Graham találta ki, és Anthony Horowitz írta hozzá a forgatókönyvet.

## Szereplők

### Állandó szereplők
A rendőr-főfelügyelő és családja
- John Nettles – Thomas „Tom” Barnaby főfelügyelő (1997–2011),[1] magyar hangja Ujréti László, Kőszegi Ákos, Sörös Sándor
- Jane Wymark – Joyce Barnaby, Tom Barnaby felesége, magyar hangja Frajt Edit, Menszátor Magdolna (IX. évad)
- Laura Howard – Cully Barnaby, Tom Barnaby leánya (1997–1999; 2002–2008), magyar hangja Orosz Anna, Mezei Kitty (IX. évad)
- Neil Dudgeon – John Barnaby főfelügyelő, Tom Barnaby unokafivére, a „nyugdíjas” Tom utódja a XIV. évadtól (2011-től) (2011–),[2] magyar hangja Kassai Károly, Kárpáti Levente
- Fiona Dolman – Sarah Barnaby, John Barnaby felesége (2011–), magyar hangja Bertalan Ágnes, Zsigmond Tamara (XIV. évad második epizódjától kezdve)

A rendőr-őrmester
- Daniel Casey – Gavin Troy nyomozó őrmester (1997–2003, 2008), magyar hangja Hevér Gábor, Czvetkó Sándor. A VII/1. epizódban távozik, Newcastle-ba megy rendőrfelügyelőnek. A XI/2 epizódban Cully esküvőjére vendégként visszatér.
- John Hopkins – Dan Scott őrmester (2003–2005), magyar hangja Kárpáti Levente, Bozsó Péter
- Kirsty Dillon – Gail Stephens őrmesternő (1997–2011)
- Jason Hughes – Ben Jones nyomozó őrmester (2005–2013),[3] magyar hangja Juhász György. A XVIII/1. epizódban (2016) utalnak arra, hogy Brightonba ment rendőrfelügyelőnek. A XIX/2. epizódban titkosügynökként vendégszerepel.
- Gwilym Lee – Charlie Nelson nyomozó őrmester (2013–2016), a XVI–XVIII. évadokban.[4] magyar hangja Magyar Bálint
- Nick Hendrix – Jamie Winter nyomozó őrmester (2016-tól), a XIX. évadtól, magyar hangja Szatory Dávid

Az orvosszakértő, patológus, halottkém
- Barry Jackson (†2013) – Dr. George Bullard orvosszakértő (1997–1998; 2000–2011), magyar hangja Versényi László, Szokolay Ottó (IX, XII. évad), Bartók László (XIII. évad)
- Toby Jones – Dr. Dan Peterson orvosszakértő (Dr. Bullard alkalmi helyettese a II. és III. évad 4 epizódjában, 1999–2000)
- Tamzin Malleson – Dr. Kate Wilding patológus, orvosszakértő, a távozó Dr. Bullard helyett, 2011-től 2016-ig, a XVII. évad végéig. A történet szerint Brightonba költözött, Ben Jones felügyelőhöz.
- Manjinder Virk – Dr. Kam Karimore, patológus, halottkém, a XVIII–XIX. évadokban, Dr. Kate Wilding helyett. Pandzsábi származású, az állandó szereplők között az első „nem-brit etnikumú” személy. Magyar hangja Várkonyi Andrea. A XIX. évad végén Kanadába helyezteti magát, Winter őrmester nagy bánatára.
- Michael Obiora – Oliver Marcet patológus, halottkém, „beugró” a XIX/4. epizódban, a továbbképzésen lévő Dr. Kam Karimore helyett.
- Anamaria Marinca – Dr. Petra Antonescu patológus, halottkém, „beugró” a XIX/5. epizódban, a távollévő Dr. Kam Karimore helyett. A színésznő is, a szerep is román nemzetiségű.
- Annette Badland – Dr. Fleur Perkins, patológus, halottkém, a XX. évadtól (2018-tól), Dr. Kam Karimore helyett, magyar hangja Zsurzs Kati.

### Ismertebb vendégszereplők
- Joss Ackland
- Jenny Agutter
- Sarah Alexander(wd)
- Honor Blackman
- Claire Bloom
- Orlando Bloom
- Samantha Bond
- Philip Martin Brown
- Simon Callow
- Jim Carter
- Henry Cavill
- Camille Coduri
- Lucy Cohu
- James Cosmo
- Bernard Cribbins
- Annette Crosbie
- Sara Crowe
- Nigel Davenport
- Freda Dowie
- Neil Dudgeon
- Nick Dunning
- Peter Eyre(wd)
- Michelle Fairley
- Colin Farrell
- Nicholas Farrell(wd)
- Marsha Fitzalan
- Diane Fletcher(wd)
- Edward Fox
- James Fox
- Maroussia Frank
- Liz Fraser
- Julian Glover
- Robert Hardy
- Susannah Harker
- Anita Harris
- Tony Haygarth
- Pippa Haywood(wd)
- Clare Higgins(wd)
- Alan Howard
- Celia Imrie
- Philip Jackson
- Geraldine James
- Richard Johnson
- Freddie Jones
- Peter Jones
- Rosalind Knight
- Jeroen Krabbé
- Phyllida Law
- Dilys Laye
- Cherie Lunghi
- Anna Massey
- Tim McInnerny
- Kevin McNally
- Stuart Milligan(wd)
- Leslie Phillips
- Ronald Pickup
- Tim Pigott-Smith
- Suzi Quatro
- Saskia Reeves
- Terence Rigby
- Jemima Rooper(wd)
- Amanda Ryan
- Adrian Scarborough(wd)
- John Shrapnel
- Malcolm Sinclair(wd)
- Anne Stallybrass
- Imelda Staunton
- Janet Suzman
- Malcolm Tierney(wd)
- Pip Torrens(wd)
- Gudrun Ure
- Julian Wadham
- David Warner
- Moray Watson
- Timothy West
- June Whitfield
- Stuart Wilson(wd)